# Book of Love
Book of Love is een nummer van de Duitse dj Felix Jaehn uit 2015, ingezongen door zangeres Polina Goudieva. Het is de tweede single van Jaehns titelloze debuutalbum.
Het zomerse deephousenummer werd een grote hit in Duitsland en Oostenrijk, en een bescheiden hitje in Nederland. In Duitsland, Felix Jaehns thuisland, bereikte "Book of Love" de 7e positie. In de Nederlandse Top 40 haalde het nummer de 30e positie, en in Vlaanderen haalde het de 12e positie in de Tipparade.